# Schachten (Adelsgeschlecht)

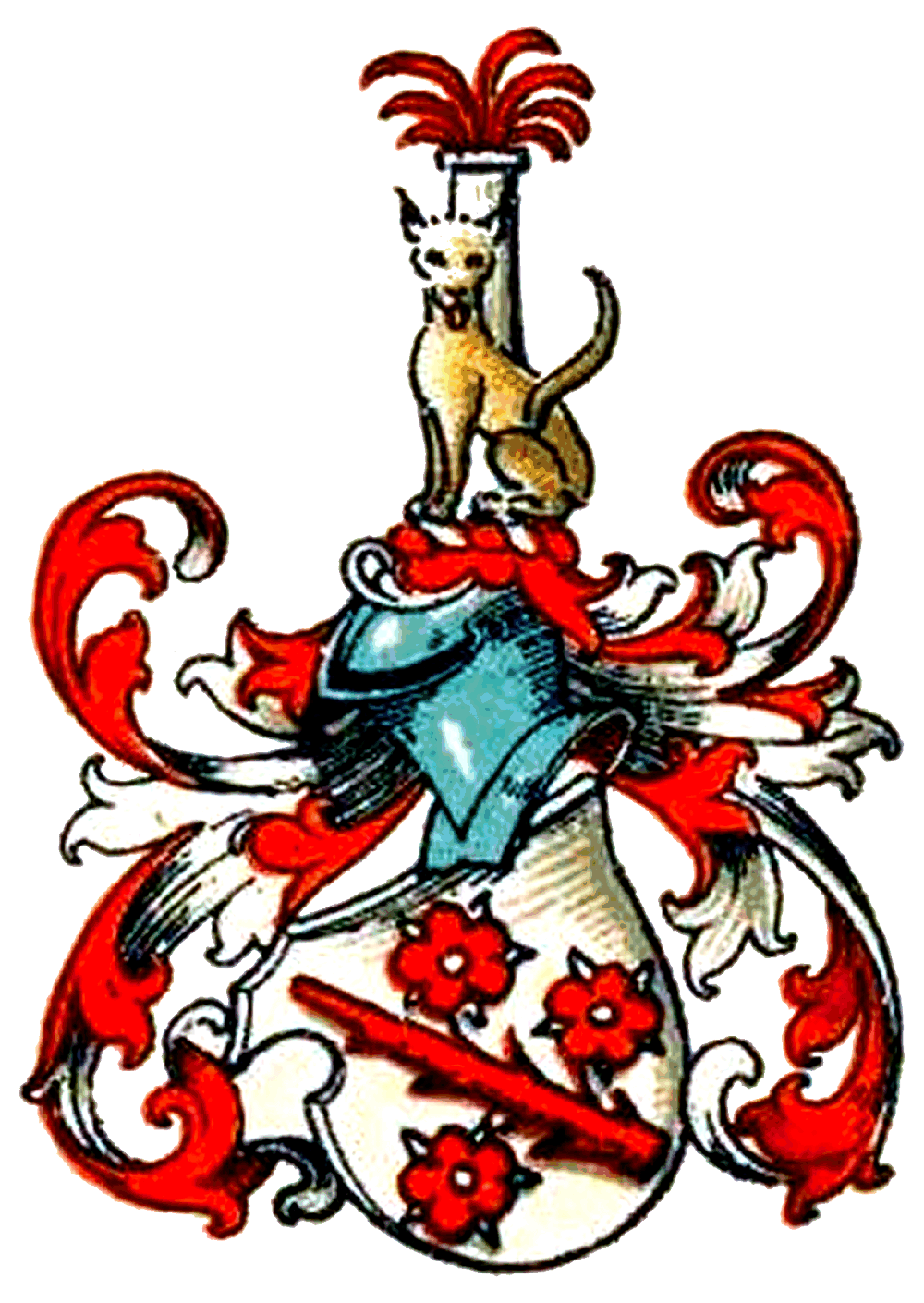
Wappen derer von Schachten

Die Herren von und zu Schachten waren ein hessisches Adelsgeschlecht mit dem Stammsitz Rittergut Schachten im Dorf Schachten, heute Stadtteil von Grebenstein im Landkreis Kassel. Urkundlich erscheinen sie erstmals im Jahr 1162 mit Heinrich von Schachten.
Die Familie gehörte seit dem Stiftungsjahr 1532 zur heute noch bestehenden Althessischen Ritterschaft. Sie erlosch im Mannesstamm am 18. Januar 1922.

## Geschichte
Die Herren von Schachten waren ursprünglich Dienstmannen der Edelherren von Schöneberg und hatten einen Burgsitz auf der Burg Grebenstein. Ab 1234 gehörten sie zur Stadtritterschaft in Hofgeismar. Ihr Allodialbesitz war bescheiden, und große Teile ihres Besitzes stammten aus Belehnungen durch das Damenstift Heerse, dessen Erbkämmerer sie 1246 wurden. 1302 wurden die Brüder Heinrich und Konrad von Schachten und ihr Onkel, der Knappe Johann, von den Herren von Schöneberg mit der Vogtei und mit Teilen der Feldflur zu Schachten – als Afterlehen des Stifts Heerse – belehnt.
Ab 1339 standen sie als Burgmannen und Amtmänner in landgräflich hessischen Diensten. Urkundlich bezeugte Amtmänner auf der Burg Grebenstein waren u. a.:
- 1339 Johann von Schachten
- 1383 Dietrich von Schachten (?)
- 1421, 1426, 1436 Eckebrecht von Schachten
- 1455-vor 1466 Eckebrecht von Schachten
- 1485–1487, 1496–1498 Dietrich von Schachten
- 1499–1514 Dietrich von Schachten der Jüngere
- 1528, 1530 Jörg von Schachten

Der Besitz des Hauses vergrößerte sich vor allem im 15. Jahrhundert im Umland von Grebenstein beträchtlich, als Mitglieder der Familie in der hessischen Verwaltung in führende Stellungen aufstiegen. So erhielten sie z. B. im Jahre 1469 den Hof Amelgotessen (später Amelgotzen, das heutige Wilhelmsthal) zu Lehen übertragen.
Zu den Rechten der Heerser Erbkämmerer gehörte das Präsentationsrecht (Vorstellung und Einsetzung eines Pfarrers), und dies führte nach der Reformation zu langem Streit zwischen dem weiterhin katholischen Damenstift und den zum evangelischen Glauben übergetretenen Herren von Schachten. Der Streit kam erst mit der Säkularisation des Stifts im Jahre 1803 zu Ende.
Ihren Stammsitz in Schachten baute die Familie nach den Zerstörungen des Dreißigjährigen Krieges wieder auf, und ihr Gut Schachten gilt heute als ein Glanzstück unter den ehemaligen hessischen Rittergütern. Der Herrenhof und das Scheunengebäude stammen aus der Endzeit des 17. Jahrhunderts. Der im 19. Jahrhundert errichtete Gutshof ist ein hessisches Kulturdenkmal, und die Gutsanlage steht mit allen wesentlichen Gebäuden unter Denkmalschutz. Das Gut fiel im Erbweg an die verwandten Grafen Grote von und zu Schachten, die es bis heute besitzen.

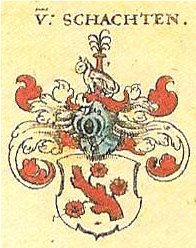
Wappen derer von Schachten in Siebmachers Wappenbuch 1605

## Wappen
Wappenbeschreibung: In Silber schrägrechts ein natürlicher (roter) Dornenast mit 3 roten Rosen. Auf dem Helm mit rot-silbernen Decken sitzend ein vorwärts gekehrter natürlicher Luchs vor einer an der Spitze mit 7 roten Hahnenfedern besteckten silbernen Säule. 

Das Wappen findet sich heute noch an Grabdenkmälern in Schachten und im Rittergut Schachten, sowie auf einem alten Gobelinteppich im Museum zu Hildesheim.

## Bekannte Familienmitglieder
- Dietrich von Schachten (* um 1445; † 1503) war der Verfasser einer ausführlichen Reisebeschreibung einer Pilgerfahrt nach Jerusalem im Jahr 1491.[4]  Er war Ministerialer und Geheimer Rat des Landgrafen Wilhelm I. von Hessen.
- Wilhelm von Schachten (* um 1500; † 1553), Marschall des Landgrafen Philipp I. von Hessen; assistierte dem jungen Sohn Philipps, Wilhelm IV., bei dessen Regentschaft während der 5-jährigen Gefangenschaft Philipps in den Niederlanden.[5]  Erbauer der Schachtenburg in Schlitz.
- Karoline Dorothea Marianne Gräfin Grote, geb. von und zu Schachten (* 12. Juli 1799, † 8. März 1885 in Hannover), heiratete am 17. Dezember 1825 Adolf Christian Börries Otto Graf Grote (* 3. Mai 1769, † 30. Dezember 1841 in Nizza).  Nach dem Tod ihres wesentlich älteren Ehemannes war sie am königlichen Hof in Hannover während der Regierungszeit des Königs Ernst August I. sehr einflussreich.[6]